# Ángel García Prieto
Ángel García Prieto (Zamora, 3 de abril de 1946) es un doctor en medicina y psiquiatría, escritor, crítico literario y articulista español en diversos medios.

## Biografía
Realizó los estudios universitarios (licenciatura y doctorado) en la facultad de Medicina de las universidades de Salamanca, Valladolid y Navarra. Posteriormente se trasladó a Oviedo, ciudad en la que completó su formación médica, especializándose en psiquiatría, en el Hospital Psiquiátrico de Asturias, donde trabajó dieciséis años. 
Después continuó desarrollando su especialidad en el Centro Médico de Asturias y en los centros Ángel de la Guarda de ASPACE, en Gijón y Oviedo.

## Publicaciones
Es autor de Papeles de un psiquiatra. Narrativa y anecdotario de un médico especialista (2002) y de los manuales: Adolescencia. Orientaciones para padres y educadores (2003) y Conoce la depresión, para poder superarla (2005), contando en ambos con la colaboración de un psicólogo. Entiende que la homosexualidad es un camino vital equivocado  y en el 2001 escribió que el complejo de Edipo «podría sintetizarse mucho al describirlo cómo un trastorno de la afectividad y la conducta derivados de carencias por falta de autonomía e independencia emocional respecto a las figuras paternas».
También ha escrito Vía crucis para acompañar a Jesús (2001), Viajes de novela (2006), El fado, desde Lisboa a la vida (2007) y Una mirada entrañable. Viajes lecturas del Portugal vecino (2007), Viajes con letra y música (2008), "Otros viajes con letra y música" (2009), "Terceros viajes con letra y música" (2010), "Fado y psiquiatría. Psicopatología de la saudade", "Portugal, país, posada y paraíso" (2011), "Espacios para el tiempo de viajar. Ochenta lugares de Europa" (2012), "La raya permeable. Viajes por la frontera hispano-portuguesa" (2013), "El Douro.Lugares, cultura y vinos del Duero portugués" (2014), "¿Por qué las chicas beben más y los hijos únicos hablan solos? Psicopatologías de nuestro tiempo" (2014),"El río Tejo. Lugares, entorno y cultura del Tajo portugués"(2015), La Región del Minho. Viajes por los ríos donde nació Portugal (2016), Unos españoles en la corte del rey Fado (2017), Viajes por el centro de Portugal. En la Beira Litoral y Estremadura (2017), Viajes por el Sur de Portugal. Alentejo y Costa Vicentina (2018), Viajes con el viento portugués a la luz del Algarve (2019) , "Fado  para un delirio. Y otros relatos entre Asturias y Portugal (2020), "Miscelánea Portuguesa. Relatos, crónicas y escenas del país luso" (2021) y Mirador portugués. Señas, imágenes, escenas y películas de país luso (2022).